# Le Cavalier Differdange
Le Cavalier Differdange – luksemburski klub szachowy z siedzibą w Differdange, mistrz kraju z 2008 roku.

## Historia
Klub został założony w 1932 roku, a pierwszym prezydentem klubu został Lucien Frisch. W 1934 roku klub został członkiem FLDE. W tym samym roku zespół awansował do pierwszej ligi, rok później zdobył wicemistrzostwo Luksemburga, a w 1936 roku – trzecie miejsce. W latach 1940–1946 klub nie prowadził aktywności, pierwsze spotkanie członków po II wojnie światowej miało miejsce w 1946 roku. W 1948 roku zespół spadł do drugiej ligi, a rok później awansował do pierwszej. W 1951 roku po raz pierwszy wygrano trofeum Coupe Kraus. W 1959 roku szachiści klubu po raz pierwszy skończyli rozgrywki ligowe na podium, uzyskując trzecie miejsce. W 2004 roku Le Cavalier uzyskał wicemistrzostwo Luksemburga. W tym samym roku klub zadebiutował w Pucharze Europy, zajmując wówczas 34. miejsce. W 2008 roku zespół zdobył mistrzostwo kraju, z czteropunktową przewagą nad drugim Gambitem Bonnevoie. W tym samym roku Le Cavalier zajął 48. pozycję w Pucharze Europy. W latach 2010–2011 ponownie zakończono rozgrywki ligowe na drugim miejscu. W tym okresie klub dwukrotnie uczestniczył w Pucharze Europy, zajmując 44. pozycję w 2010 roku oraz 58. miejsce rok później.
W klubie grali m.in.: Mietek Bakalarz, Bilel Bellahcene, Romain Édouard, Sébastien Feller, Andrei Istrățescu, Leonid Kritz, Sébastien Mazé, Georg Meier, Friso Nijboer, Yannick Pelletier, Georges Philippe, Arkadij Rotstein, Tornike Sanikidze, Philipp Schlosser, Sebastian Siebrecht, Norbert Stull i Andriej Szczekaczew.